# Liten fågel
Liten fågel är en visa med musik av Otto Lindblad och text av Per Daniel Amadeus Atterbom.
Visan har likheter med andra satsen i Sonata Pathétique av Ludwig van Beethoven.